# L'arabo
L'arabo (The Arab) è un film muto del 1924 diretto da Rex Ingram che scrisse la sceneggiatura dopo il grande successo del 1921 de Lo sceicco con Rodolfo Valentino. Ingram si basò sulla commedia The Arab di Edgar Selwyn, rappresentata a Broadway nel 1911, che era stata già adattata per lo schermo nel 1915 da Cecil B. DeMille. Qui, nel ruolo del giovane beduino che cade sotto l'influenza di una missionaria (interpretata da Alice Terry), volle il messicano Ramón Novarro che avrebbe dovuto rimpiazzare Valentino nei favori del pubblico.

## Trama
Una missionaria cristiana seduce con la sua spiritualità e il suo senso del sacrificio un giovane arabo.
Jamil è figlio di un capo tribù beduino che viene rinnegato dal padre a causa di un raid che fa nel deserto durante il periodo del Ramadan. Il giovane incontra in una città turca la figlia di un missionario cristiano e se ne innamora. Quando i turchi progettano il massacro dei cristiani, Jamil chiama in aiuto i suoi beduini, sventando così i piani del governatore turco. Nel frattempo, il padre di Jamil muore, lasciando la guida della tribù al figlio. I due giovani innamorati promettono di riunirsi al ritorno della ragazza dopo un viaggio in America.

## Produzione
Il film fu preparato durante la costituzione della MGM, seguita alla fusione della Metro Pictures Corporation con la Goldwyn Pictures Corporation e la Louis B. Mayer Pictures. Molte scene vennero girate in Nord Africa e poi integrate da alcune altre girate in Costa Azzurra, dove Ingram si era trasferito per lavorare insieme alla moglie Alice Terry.

## Distribuzione
Il film uscì nelle sale statunitensi il 21 luglio 1924, dopo essere stato presentato in prima il 13 luglio. Fu distribuito internazionalmente: in Austria con il titolo Araber, in Grecia come Ben Ali, in Spagna come El árabe. In Finlandia, uscì il 29 marzo 1925, in Giappone il 29 maggio, in Italia a settembre dello stesso anno e in Portogallo, col titolo O Árabe, il 1º novembre 1926.
Considerata perduta, la pellicola de L'arabo è stata ritrovata negli archivi della Gosfilmofond russa e consegnata alla Library of Congress di Washington
Un'altra copia è stata ritrovata negli archivi della Repubblica Ceca.

### Differenti versioni
Il lavoro teatrale di Edgar Selwyn da cui è tratto il soggetto, è stato spunto per diverse versioni cinematografiche:
- The Arab, regia di Cecil B. DeMille (Par) con Edgar Selwyn (1915)
- L'arabo (The Arab), regia di Rex Ingram (MGM) con Ramón Novarro e Alice Terry  (1924)
- Una notte al Cairo (The Barbarian), regia di Sam Wood (MGM) con Ramón Novarro e Myrna Loy  (1933)